# Marocco ai Giochi della XXVIII Olimpiade
Il Marocco partecipò ai Giochi della XXVIII Olimpiade, svoltisi ad Atene, Grecia, dal 13 al 29 agosto 2004, con una delegazione di 55 atleti impegnati in nove discipline.

## Medaglie
| Medaglia | Atleta             | Sport            | Evento          |
| -------- | ------------------ | ---------------- | --------------- |
| Oro      | Hicham El Guerrouj | Atletica leggera | 1500 m maschili |
| Oro      | Hicham El Guerrouj | Atletica leggera | 5000 m maschili |
| Argento  | Hasna Benhassi     | Atletica leggera | 800 m femminili |

## Delegazione
| Sport             | Uomini | Donne | Totale |
| ----------------- | ------ | ----- | ------ |
| Atletica leggera  | 16     | 6     | 22     |
| Calcio            | 16     | -     | 16     |
| Judo              | 2      | -     | 2      |
| Nuoto             | 1      | -     | 1      |
| Pugilato          | 7      | -     | 7      |
| Scherma           | 1      | -     | 1      |
| Sollevamento pesi | 1      | -     | 1      |
| Taekwondo         | 1      | 2     | 3      |
| Tennis            | 2      | -     | 2      |
| Totale            | 47     | 8     | 55     |

## Risultati

### Atletica leggera
| Q | Qualificato al turno successivo per la Classifica in qualificazione                                                          |
| q | Qualificato per il turno successivo per ripescaggio o, negli eventi su campo, conquistando la misura minima per qualificarsi |

Maschile
Eventi su pista e strada
| Atleta             | Evento        | Batteria  | Batteria   | Semifinale | Semifinale | Finale          | Finale          |
| Atleta             | Evento        | Risultato | Classifica | Risultato  | Classifica | Risultato       | Classifica      |
| ------------------ | ------------- | --------- | ---------- | ---------- | ---------- | --------------- | --------------- |
| Mouhssin Chehibi   | 800 m piani   | 1'46"77   | 2º Q       | 1'44"62    | 3º q       | 1'45"16         | 4º              |
| Amine Laâlou       | 800 m piani   | 1'45"88   | 1º Q       | 1'47"53    | 7º         | non qualificato | non qualificato |
| Youssef Baba       | 1500 m piani  | 3'38"71   | 7º q       | 3'42"96    | 10º        | non qualificato | non qualificato |
| Hicham El Guerrouj | 1500 m piani  | 3'37"86   | 1º Q       | 3'40"87    | 1º Q       | 3'34"18         | Oro             |
| Adil Kaouch        | 1500 m piani  | 3'39"88   | 4º Q       | 3'35"69    | 1º Q       | 3'38"26         | 9º              |
| Abdelatif Chemlal  | 3000 m siepi  | 8'29"36   | 9º         | N.D.       | N.D.       | non qualificato | non qualificato |
| Ali Ezzine         | 3000 m siepi  | 8'20"18   | 5º q       | N.D.       | N.D.       | 8'15"58         | 8º              |
| Zouhair Ouerdi     | 3000 m siepi  | 8'27"55   | 4º         | N.D.       | N.D.       | non qualificato | non qualificato |
| Hicham Bellani     | 5000 m piani  | 13'22"64  | 6º q       | N.D.       | N.D.       | 13'31"81        | 9º              |
| Hicham El Guerrouj | 5000 m piani  | 13'21"87  | 3º Q       | N.D.       | N.D.       | 13'14"39        | Oro             |
| Abderrahim Goumri  | 5000 m piani  | 13'20"03  | 5º Q       | N.D.       | N.D.       | 13'47"27        | 13º             |
| Mohammed Amyn      | 10000 m piani | N.D.      | N.D.       | N.D.       | N.D.       | 28'55"96        | 18º             |
| Khalid El Boumlili | Maratona      | N.D.      | N.D.       | N.D.       | N.D.       | dnf             | -               |
| Rachid Ghanmouni   | Maratona      | N.D.      | N.D.       | N.D.       | N.D.       | dnf             | -               |
| Jaouad Gharib      | Maratona      | N.D.      | N.D.       | N.D.       | N.D.       | 2h15'12"        | 11º             |

Eventi sul campo
| Atleta           | Evento         | Qualificazioni | Qualificazioni | Finale          | Finale          |
| Atleta           | Evento         | Risultato      | Classifica     | Risultato       | Classifica      |
| ---------------- | -------------- | -------------- | -------------- | --------------- | --------------- |
| Yahya Berrabah   | Salto in lungo | 7,62 m         | 30º            | non qualificato | non qualificato |
| Tarik Bouguetaïb | Salto in lungo | 7,79 m         | 24º            | non qualificato | non qualificato |

Femminile
Eventi su pista e strada
| Atleta             | Evento         | Batteria  | Batteria   | Semifinale      | Semifinale      | Finale          | Finale          |
| Atleta             | Evento         | Risultato | Classifica | Risultato       | Classifica      | Risultato       | Classifica      |
| ------------------ | -------------- | --------- | ---------- | --------------- | --------------- | --------------- | --------------- |
| Amina Aït Hammou   | 800 m piani    | 2'03"70   | 2ª Q       | 2'00"66         | 7ª              | non qualificata | non qualificata |
| Seltana Aït Hammou | 800 m piani    | 2'03"95   | 2ª Q       | 2'00"64         | 6ª              | non qualificata | non qualificata |
| Hasna Benhassi     | 800 m piani    | 2'01"20   | 1ª Q       | 1'58"59         | 1ª Q            | 1'56"43         | Argento         |
| Hasna Benhassi     | 1500 m piani   | 4'05"98   | 5ª q       | 4'07"39         | 5ª q            | 4'12"90         | 12ª             |
| Bouchra Ghezielle  | 1500 m piani   | dns       | -          | non qualificata | non qualificata | non qualificata | non qualificata |
| Nezha Bidouane     | 400 m ostacoli | 55"69     | 3ª         | non qualificata | non qualificata | non qualificata | non qualificata |
| Hafida Izem        | Maratona       | N.D.      | N.D.       | N.D.            | N.D.            | 2h40'46"        | 27ª             |
| Kenza Wahbi        | Maratona       | N.D.      | N.D.       | N.D.            | N.D.            | 2h41'36"        | 30ª             |

### Calcio
| Squadra            | Torneo   | Girone               | Girone               | Girone               | Girone | Quarti               | Semifinali           | Finale / FB          | Pos.            |
| Squadra            | Torneo   | Avversario Risultato | Avversario Risultato | Avversario Risultato | Pos.   | Avversario Risultato | Avversario Risultato | Avversario Risultato | Pos.            |
| ------------------ | -------- | -------------------- | -------------------- | -------------------- | ------ | -------------------- | -------------------- | -------------------- | --------------- |
| Nazionale maschile | Maschile | Costa Rica N 0–0     | Portogallo P 1–2     | Iraq V 2–1           | 3ª     | non qualificati      | non qualificati      | non qualificati      | non qualificati |

### Judo
Maschile
| Atleta        | Evento | 16-esimi                  | Ottavi               | Quarti               | Semifinali           | Ripescaggio 1                  | Ripescaggio 2            | Finale               | Pos.            |
| Atleta        | Evento | Avversario Punteggio      | Avversario Punteggio | Avversario Punteggio | Avversario Punteggio | Avversario Punteggio           | Avversario Punteggio     | Avversario Punteggio | Pos.            |
| ------------- | ------ | ------------------------- | -------------------- | -------------------- | -------------------- | ------------------------------ | ------------------------ | -------------------- | --------------- |
| Younes Ahamdi | -60 kg | Stanev (RUS) P 0000–1000  | non qualificato      | non qualificato      | non qualificato      | non qualificato                | non qualificato          | non qualificato      | non qualificato |
| Adil Belgaid  | -81 kg | Hontjuk (UKR) P 0000–1020 | non qualificato      | non qualificato      | non qualificato      | Chahkhandagh (IRI) V 0013–0001 | Wanner (GER) P 0000–0201 | non qualificato      | non qualificato |

### Nuoto
Maschile
| Atleta      | Evento             | Batteria  | Batteria   | Semifinale      | Semifinale      | Finale          | Finale          |
| Atleta      | Evento             | Risultato | Classifica | Risultato       | Classifica      | Risultato       | Classifica      |
| ----------- | ------------------ | --------- | ---------- | --------------- | --------------- | --------------- | --------------- |
| Adil Bellaz | 200 m stile libero | 1'55"79   | 53º        | non qualificato | non qualificato | non qualificato | non qualificato |

### Pugilato
Maschile
| Atleta             | Evento              | Sedicesimi di finale  | Ottavi di finale         | Quarti di finale     | Semifinali           | Finale               | Finale          |
| Atleta             | Evento              | Avversario Risultato  | Avversario Risultato     | Avversario Risultato | Avversario Risultato | Avversario Risultato | Classifica      |
| ------------------ | ------------------- | --------------------- | ------------------------ | -------------------- | -------------------- | -------------------- | --------------- |
| Redouane Bouchtouk | Pesi mosca leggeri  | Tamara (COL) P 25–48  | non qualificato          | non qualificato      | non qualificato      | non qualificato      | non qualificato |
| Hicham Mesbahi     | Pesi mosca          | Luza (BOT) V 25–20    | Rżany (POL) P 20–33      | non qualificato      | non qualificato      | non qualificato      | non qualificato |
| Hamid Ait Bighrade | Pesi gallo          | Prasad (IND) P 17–25  | non qualificato          | non qualificato      | non qualificato      | non qualificato      | non qualificato |
| Tahar Tamsamani    | Pesi leggeri        | Rukundo (UGA) P 22–30 | non qualificato          | non qualificato      | non qualificato      | non qualificato      | non qualificato |
| Hicham Nafil       | Pesi welter leggeri | Mosquea (DOM) V 42–40 | Kärimjanov (KAZ) P 13–33 | non qualificato      | non qualificato      | non qualificato      | non qualificato |
| Ait Hammi Miloud   | Pesi welter         | Saitov (RUS) P 15–30  | non qualificato          | non qualificato      | non qualificato      | non qualificato      | non qualificato |
| Rachid El-Haddak   | Pesi massimi        | N.D.                  | Vargas (USA) P RSC       | non qualificato      | non qualificato      | non qualificato      | non qualificato |

### Scherma
Maschile
| Atleta      | Evento            | Trentaduesimi di finale | Sedicesimi di finale | Ottavi di finale     | Quarti di finale     | Semifinali           | Finale               | Finale          |
| Atleta      | Evento            | Avversario Risultato    | Avversario Risultato | Avversario Risultato | Avversario Risultato | Avversario Risultato | Avversario Risultato | Classifica      |
| ----------- | ----------------- | ----------------------- | -------------------- | -------------------- | -------------------- | -------------------- | -------------------- | --------------- |
| Aissam Rami | Spada individuale | Kočetkov (RUS) P 6–15   | non qualificato      | non qualificato      | non qualificato      | non qualificato      | non qualificato      | non qualificato |

### Sollevamento pesi
Maschile
| Atleta        | Evento          | Strappo   | Strappo    | Slancio   | Slancio    | Totale | Classifica |
| Atleta        | Evento          | Risultato | Classifica | Risultato | Classifica | Totale | Classifica |
| ------------- | --------------- | --------- | ---------- | --------- | ---------- | ------ | ---------- |
| Yacine Zouaki | −62 kg maschile | 95        | 18º        | 130       | 16º        | 225    | 15º        |

### Taekwondo
Maschile
| Atleta            | Evento | Ottavi               | Quarti                 | Semifinali           | Ripescaggio 1        | Ripescaggio 2        | Finale / FB          | Pos. |
| Atleta            | Evento | Avversario Punteggio | Avversario Punteggio   | Avversario Punteggio | Avversario Punteggio | Avversario Punteggio | Avversario Punteggio | Pos. |
| ----------------- | ------ | -------------------- | ---------------------- | -------------------- | -------------------- | -------------------- | -------------------- | ---- |
| Abdelkader Zrouri | +80 kg | Noguera (VEN) V 8–5  | Nikolaidīs (GRE) P 2–5 | non qualificato      | Rojas (COL) V 6–2    | Gentil (FRA) P 1–3   | non qualificato      | 5º   |

Femminile
| Atleta                | Evento | Ottavi                  | Quarti               | Semifinali           | Ripescaggio 1        | Ripescaggio 2        | Finale / FB          | Pos.            |
| Atleta                | Evento | Avversaria Punteggio    | Avversaria Punteggio | Avversaria Punteggio | Avversaria Punteggio | Avversaria Punteggio | Avversaria Punteggio | Pos.            |
| --------------------- | ------ | ----------------------- | -------------------- | -------------------- | -------------------- | -------------------- | -------------------- | --------------- |
| Mouna Benabderrassoul | -67 kg | Nahdi (TUN) V 6–2       | Díaz (PUR) P 4–4 SUP | non qualificata      | non qualificata      | non qualificata      | non qualificata      | non qualificata |
| Mounia Bourguigue     | +67 kg | Castrignanò (ITA) P 4–6 | non qualificata      | non qualificata      | non qualificata      | non qualificata      | non qualificata      | non qualificata |

### Tennis
Maschile
| Atleta                         | Evento    | Trentaduesimi            | Sedicesimi                | Ottavi di finale    | Quarti di finale    | Semifinali          | Finale / FB         | Finale / FB     |
| Atleta                         | Evento    | Avversari Punteggio      | Avversari Punteggio       | Avversari Punteggio | Avversari Punteggio | Avversari Punteggio | Avversari Punteggio | Classifica      |
| ------------------------------ | --------- | ------------------------ | ------------------------- | ------------------- | ------------------- | ------------------- | ------------------- | --------------- |
| Hicham Arazi                   | Singolare | Ferrero (ESP) P 3–6, 1–6 | non qualificato           | non qualificato     | non qualificato     | non qualificato     | non qualificato     | non qualificato |
| Younes El Aynaoui              | Singolare | Hrbatý (SVK) P 3–6, 4–6  | non qualificato           | non qualificato     | non qualificato     | non qualificato     | non qualificato     | non qualificato |
| Hicham Arazi Younes El Aynaoui | Doppio    | N.D.                     | Mirny / Volčkov (BLR) P r | non qualificati     | non qualificati     | non qualificati     | non qualificati     | non qualificati |